# Hunsrück-Marathon

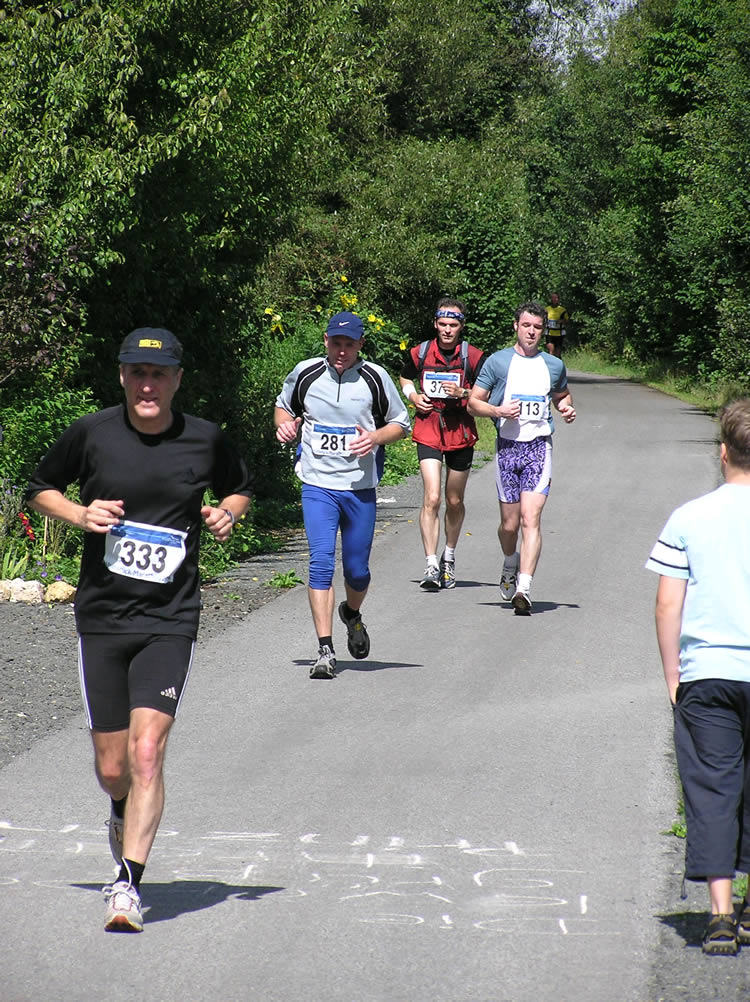
Läufer in der Ortslage von Neuerkirch

Der Hunsrück-Marathon ist ein Landschaftsmarathon, der ab 2001, mit Pause von 2018 bis 2019, am letzten Augustwochenende im Hunsrück stattfindet. Die Strecke führt von Emmelshausen nach Simmern. Zum Programm gehören auch ein Halbmarathon und ein 6,3-km-Lauf. Auf allen Strecken finden auch Wettbewerbe für Walker und Inlineskater statt.

## Geschichte
Als 1999 der Schinderhannes-Radweg auf der alten Bahntrasse von Emmelshausen nach Simmern errichtet wurde, hatten Läufer der Gegend die Idee, auf dem Radweg einen Marathon durchzuführen. Im Jahre 2001 wurde der Verein Hunsrück-Marathon e. V. gegründet und die Laufveranstaltung zum ersten Male ausgetragen. Für das Jahr 2018 war die 18. Ausrichtung geplant gewesen, jedoch wurde im Februar 2018 von den Veranstaltern mitgeteilt, dass aufgrund organisatorischen Gründen der Marathon ausfällt. Als Ersatzveranstaltung wurde ein Stadtlauf, Kinderlauf sowie ein Staffellauf ausgerichtet. 2019 wurde nur die Distanz des Halbmarathon gelaufen.
Nach zweijähriger Pause des Marathons sollte, wie gewohnt am letzten Augustwochenende, 2020 wieder der Marathon stattfinden. Jedoch konnten 2020 sowie 2021 aufgrund der COVID-19-Pandemie die Läufe nicht stattfinden. Ersatz wurde mit virtuellen Läufen geschaffen. Die 20. Ausgabe des Marathons war für den 27. und 28. August 2022 geplant, wurde von den Verantwortlichen aber wieder abgesagt.

## Strecke
Der Marathon startet in Emmelshausen, führt zunächst 5 km durch Vororte und dann auf den Schinderhannes-Radweg. Über Norath, Pfalzfeld und Lingerhahn geht es nach Ebschied, wo der Halbmarathon der Inlineskater gestartet wird. In Kastellaun stoßen die Halbmarathonläufer nach einer Runde durch die Stadt auf die Marathonstrecke. Am ehemaligen Bahnhof von Bell wird die 30-km-Marke erreicht. Waren bis zu diesem Punkt ±200 Höhenmeter zu bewältigen, geht es nun 120 Höhenmeter stetig bergab bis ins Ziel. Hinter Alterkülz gelangt man nach Neuerkirch, wo die 6,3-km-Strecke beginnt. Über Külz und Keidelheim geht es schließlich zum Ziel auf dem Schlossplatz von Simmern.
Die Zeitmessung erfolgt für alle Wettbewerbe per ChampionChip.

## Statistik

### Siegerlisten

#### Marathon
| Jahr       | Männer           | Zeit (h) | Frauen             | Zeit (h) |
| ---------- | ---------------- | -------- | ------------------ | -------- |
| 27.08.2017 | Thomas Wendling  | 2:38:02  | Argit Klockner     | 3:13:38  |
| 28.08.2016 | Karsten Fischer  | 2:49:06  | Sandra Fuchs       | 3:33:44  |
| 28.08.2015 | Marco Diehl -9-  | 2:43:01  | Inka Wald          | 3:09:29  |
| 24.08.2014 | Josias Schmidt   | 2:48:15  | Stefanie Krieg     | 3:34:06  |
| 25.08.2013 | Marco Diehl -8-  | 2:35:19  | Tanja Schweickhard | 2:59:08  |
| 26.08.2012 | Tobias Sauter    | 2:30:57  | Christiane Buxton  | 3:26:37  |
| 28.08.2011 | Marco Diehl -7-  | 2:32:25  | Sabine Rech -4-    | 3:04:45  |
| 29.08.2010 | Marco Diehl -6-  | 2:28:58  | Sabine Rech -3-    | 3:02:55  |
| 30.08.2009 | Marco Diehl -5-  | 2:31:30  | Iris Walter -5-    | 3:14:09  |
| 31.08.2008 | Marco Diehl -4-  | 2:32:37  | Iris Walter -4-    | 3:16:02  |
| 26.08.2007 | Marco Diehl -3-  | 2:28:04  | Iris Walter -3-    | 3:13:59  |
| 27.08.2006 | Marco Diehl -2-  | 2:32:04  | Sabine Rech -2-    | 3:00:55  |
| 28.08.2005 | Marco Diehl      | 2:34:37  | Sabine Weiß        | 3:24:29  |
| 29.08.2004 | Peter Christ -2- | 2:42:42  | Sabine Willberg    | 2:58:45  |
| 31.08.2003 | Shannon Swords   | 2:34:54  | Sabine Rech        | 3:07:37  |
| 25.08.2002 | Peter Christ     | 2:41:35  | Iris Walter -2-    | 3:09:15  |
| 26.08.2001 | Ralf Klesius     | 2:44:49  | Iris Walter        | 3:22:01  |

#### Halbmarathon
| Jahr | Männer               | Zeit (h) | Frauen              | Zeit (h) |
| ---- | -------------------- | -------- | ------------------- | -------- |
| 2017 | Karl Hempel          | 1:15:25  | Anna Herzberg       | 1:23:05  |
| 2016 | Christian Bock -2-   | 1:18:40  | Karin Schank        | 1:26:55  |
| 2015 | Christian Bock       | 1:17:48  | Julia Galuschka     | 1:19:19  |
| 2014 | Karsten Fischer      | 1:14:28  | Sabine Schmitt -4-  | 1:24:37  |
| 2013 | Cedric Schramm       | 1:15:29  | Isabel Leibfried    | 1:20:56  |
| 2012 | Christian Rötsch -2- | 1:16:36  | Sabine Schmitt -3-  | 1:26:37  |
| 2011 | Andreas Knopp        | 1:12:41  | Sabine Schmitt -2-  | 1:25:36  |
| 2010 | Christian Klaproth   | 1:14:30  | Rieke Wald          | 1:21:52  |
| 2009 | Simon Engelfried -4- | 1:14:13  | Sabine Schmitt      | 1:30:42  |
| 2008 | Hannes Klingenhöfer  | 1:19:29  | Nicole Boehm        | 1:29:11  |
| 2007 | Simon Engelfried -3- | 1:14:22  | Elfi Prieß          | 1:34:01  |
| 2006 | Simon Engelfried -2- | 1:11:54  | Kerstin Henneberger | 1:30:43  |
| 2005 | Simon Engelfried     | 1:16:14  | Monika Stegmann     | 1:26:06  |
| 2004 | Markus Krempchen     | 1:14:50  | Iris Walter         | 1:31:38  |
| 2003 | Christian Rötsch     | 1:15:49  | Elisabeth Dillo     | 1:28:15  |
| 2002 | Ingo Neumann         | 1:12:31  | Antje Schwarz       | 1:38:26  |
| 2001 | Sven Dienert         | 1:13:47  | Veronica Badnjar    | 1:22:59  |

Fett: schnellste Zielzeit